# Акиндинова, Татьяна Анатольевна
Татья́на Анато́льевна Акинди́нова (15 апреля 1945, Ленинград — 27 февраля 2018, Санкт-Петербург) — советский и российский философ, специалист в области эстетики, истории эстетики, искусства, культуры, доктор философских наук.
Татьяна Анатольевна является автором более 130 научных публикаций, среди которых представлены как статьи, так и учебные пособия по эстетике. Круг её научных интересов был обширен: эстетика, история эстетики, искусства, культуры, в особенности русской и немецкой. Главным предметом научного исследования Татьяны Анатольевны на протяжении всей жизни была немецкая эстетика XIX-XX веков, а именно — И. Кант, И. Гёте, Г. Коген, М. Хайдеггер, Г. Гадамер, неокантианство.

## Биография
Училась на философском факультете ЛГУ, после окончания которого в 1969 году, стала ассистентом кафедры философии и культурологии Ленинградского технологического института холодильной промышленности. В 1980 году стала доцентом этой кафедры, а с 1993 по 1997 годы являлась профессором и заведующей. В 1978 году защитила кандидатскую диссертацию «Критика эстетики немецкого неокантианства».
В 1984 году Татьяна Анатольевна в соавторстве с Л. А. Бердюгиной выпустила работу «Новые грани старых иллюзий», в котором авторы проследили тесную связь идей неокантианцев и различными художественными направлениями искусства XX века. В 1985 году за проделанную работу Министерство высшего и среднего образования РСФСР наградило эту книгу Почетной грамотой. Собственную концепцию пересечения философии и искусства Татьяна Анатольевна обосновала в своей докторской диссертации «Проблема целостности мировоззрения в немецкой философии и эстетике 19-20 веков», которую она защитила в 1992 году.
С 1997 года Татьяна Анатольевна работала в должности профессора кафедры эстетики и философии культуры Санкт-Петербургского государственного университета. Являлась членом двух специализированных ученых советов по защите докторских диссертаций при институте философии в Санкт-Петербургском государственном университете.
В 1999 году была награждена юбилейной медалью в честь 275-летия со дня основания Санкт-Петербургского университета.
Татьяна Анатольевна принимала участие в осуществлении издательских проектов «Петербург на перекрестке культур», посвященных 300-летнему юбилею города, и саммиту «Большой восьмерки»-2006 в Санкт-Петербурге. За данную работу была награждена медалью «В память 300-летия Санкт-Петербурга».
Является соавтором учебника «История эстетики», который получил Диплом первой степени на конкурсе, организованном редакцией научно-методического электронного журнала «Концепт», как «Лучшая научная книга в гуманитарной сфере — 2012», учебника «Эстетика» (2018), коллективных монографий, сборников статей.
Под руководством Т. А. Акиндиновой были защищены диссертации по эстетике:
- 2002: А. Е. Радеев — «Эстетика жизни в философии Ницше» (кандидатская).
- 2004: Н. А. Пицуха — «Трансформация пластического образа в искусстве XX века» (кандидатская).
- 2009: Т. А. Горячева — «Комическое в музыке как феномен истории художественной культуры» (кандидатская).
- 2012: М. В. Маковецкая — «Интерпретируемость как способ бытия музыкального произведения» (кандидатская).
- 2016: А. Ю. Тылик — «Уличное искусство: опыт эстетического анализа» (кандидатская).
- 2017: А. Е. Радеев — «Философская аналитика эстетического опыта: исторические и теоретические аспекты» (докторская)

Во время преподавания в Санкт-Петербургском государственном университете читала различные учебные курсы, такие как:
- эстетика
- история эстетики
- искусство и религия
- эстетические проблемы в религиоведении
- история философии
- история мировой культуры
- история немецкого искусства
- философия культуры в Германии XIX-XX веков
- история немецкой эстетики XIX-XX веков

В 2018 году Российское эстетическое общество посвятило номер журнала «Terra Aestheticae» памяти Татьяны Анатольевны.

## Научная деятельность
За время своей многолетней научной деятельности Татьяна Анатольевна не только принимала участие в международных конференциях, но и участвовала в различных научных проектах, получала гранты РГНФ, занималась переводческой деятельностью.
Участие в научных проектах:
- «Петербург как модель решения глобальных проблем» 2003—2005 годы
- «Петербург как социокультурная целостность» 2004 год
- «Философско-эстетический анализ феномена Санкт-Петербурга» 2009 год

Участие в работе по грантам РГНФ:
- «Роль экологической эстетики в сохранении ценностей культуры» 2012—2014 годы
- «Концептуализация Homo Aestheticus в современной эстетике» 2013—2015 годы

Научные конференции:
- «Герман Коген и культура 20 века» 22-23 мая 2014 года
- «Марбургская школа неокантианства: уроки истории» 21 ноября 2014 года
- «Moisei Kagans Aesthetics and the Late/Post-Soviet Culture» 18-19 мая 2015

## Основные работы
Монографии
- Новые грани старых иллюзий (Проблемы культуры и мировоззрения в немецкой эстетической и художественной мысли 19 −2- вв.). Л., 1984. (в соавторстве с Л. А. Бердюгиной);
- Танец в традиции христианской культуры. СПб., 2015 (в соавт. с А. Амашукели);
- Homo aestheticus в истории эстетики (глава в монографии) СПб., 2015 (под ред. Б. Г. Соколова)

Учебные пособия
- Лекции по истории эстетики. Кн. 3. Ч. 1 / Отв.ред. М. С. Каган. Л., 1976 (среди авторов — Т. А. Акиндинова)
- Философия культуры: Становление. Развитие /  Отв. ред. М. С. Каган. СПб., 1995 (среди авторов — Т. А. Акиндинова).
- История эстетики (Учебное пособие) СПб., 2011 — 51 п.л. (Соавт. А. Е. Радеев, В. В. Прозерский, Е. Н. Устюгова, Э. П. Юровская и др.; под ред. В. В. Прозерского))